# Le Grain de sable (film, 1964)
Pour les articles homonymes, voir Le Grain de sable.
Pour plus de détails, voir Fiche technique et Distribution.
Le Grain de sable est un film franco-italo-allemand réalisé par Pierre Kast, sorti en 1964 en Allemagne et en Italie et en 1965 en France.

## Synopsis
Un riche industriel meurt dans un accident d'avion. L'enquête sur les circonstances du décès conduit à suspecter plusieurs personnes : celles-ci s'emploient par tous les moyens à défendre leurs propres intérêts.

## Fiche technique
- Titre : Le Grain de sable
- Réalisation : Pierre Kast
- Scénario : Pierre Kast et  Alain Aptekman
- Dialogues : Claude de Givray et Pierre Kast
- Photographie : Marcel Grignon
- Musique : Antoine Duhamel
- Montage : Borys Lewin
- Production : António da Cunha Telles, Georges Glass
- Sociétés de production :  Franco-London Films (Paris), Films Cinematografica (Rome), Euro International Film (Rome), Eichberg Film (Berlin)
- Pays de production :  France /  Italie /  Allemagne de l'Ouest
- Format : Noir et blanc - 35 mm
- Genre : Drame et policier
- Durée : 105 minutes
- Dates de sortie : 
  - RFA : 27 novembre 1964
  - Italie : 17 décembre 1964
  - France : 12 mai 1965

## Distribution
- Lilli Palmer : Anna-Maria
- Pierre Brasseur : Georges
- Laurent Terzieff (VF : René Arrieu) : Laurent
- Paul Hubschmid : Alain
- Guido Alberti (VF : Serge Nadaud) : Rudolf
- Sylva Koscina : Alexandra
- Claire d'Ovar : Élisabeth
- Rogério Paulo (VF : Richard Francœur) : L'inspecteur de police portugais

## Appréciation critique
« Depuis ses premiers courts métrages, les réalisations de Pierre Kast témoignaient toutes, avec un degré variable de réussite, des qualités spécifiques de leur metteur en scène : esprit, frivolité, légèreté, désinvolture, élégance, intelligence, goût pour les dialogues spirituels bourrés d'éléments littéraires aussi bien que de boutades, d'aphorismes saugrenus, de truismes peu sérieux en apparence, et plus profonds qu'ils en ont l'air.
Mais ce film, Le Grain de sable, que Kast n'a pas voulu traiter comme un banal policier, mais comme un problème de pure logique, reste inabouti, balbutiant, comme si les pétards intelligemment disposés n'éclataient pas, comme si les pièges ne s'ouvraient pas. »

— Nicole Zand, Le Monde, 24 mai 1965